# Rhomboptila irrufata
Rhomboptila irrufata là một loài bướm đêm trong họ Geometridae.